# Кумар'їнське
Кума́р'їнське (рос. Кумарьинское) — село у складі Туринського міського округу Свердловської області.
Населення — 18 осіб (2010, 44 у 2002).
Національний склад населення станом на 2002 рік: росіяни — 98 %.